# 시카고 쿠거스
| 시카고 쿠거스      |                                                             |
| 디비전             | 웨스트 디비전 (1972년~1973년) 이스트 디비전 (1973년~1975년) |
| 설립연도           | 1972년                                                      |
| 해체연도           | 1975년                                                      |
| 역사               | 시카고 쿠거스 (1972년~1975년)                               |
| 경기장             | 인터내셔널 엠피시어터 랜드허스트 아이스 아레나              |
| 연고지             | 일리노이주 시카고                                           |
| 상징색             | 금, 녹색                                                    |
| 구단주             | -                                                           |
| 단장               | -                                                           |
| 감독               | -                                                           |
| 애브코 월드 트로피 | -                                                           |
| 시즌 우승          | -                                                           |
| 디비전 우승        | -                                                           |
| 영구 결번          | -                                                           |

시카고 쿠거스(Chicago Cougars)는 1972년부터 1975년까지 일리노이주 시카고를 연고지로 하는 WHA 소속 아이스 하키팀이다.

## 역대 홈경기장
| 경기장                   | 사용기간      | 수용인원 | 장소                         | 비고        |
| ------------------------ | ------------- | -------- | ---------------------------- | ----------- |
| 시카고 쿠거스            |               |          |                              |             |
| 인터내셔널 엠피시어터    | 1972년~1975년 | 9,000명  | 일리노이주 시카고            | 빈칸        |
| 랜드허스트 아이스 아레나 | 1974년~1975년 | 2,000명  | 일리노이주 마운트 프로스펙트 | 제2홈경기장 |